# 라이오넬 리치
라이오넬 리치(영어: Lionel Richie, 1949년 6월 20일 ~ )는 미국의 싱어송라이터이다. 대표적인 히트곡으로는 〈Hello〉, 〈Say You, Say Me〉, 〈All Night Long〉 등이 있다. 마이클 잭슨과 〈We Are The World〉를 공동 작사, 작곡한 뮤지션으로 유명하다. 콧소리가 섞인 매력적인 음색과 풍부한 감성으로 사랑을 받았다. 그의 수양딸인 니콜 리치와 친딸 소피아 리치 역시 연예계 활동을 하고 있다. 라이오넬 리치는 2009년 새 앨범 《Just Go》를 발표했으며, 〈I'm In Love〉와 에이콘이 참여한 〈Just go〉로 활동 중이다.

## 어린 시절
앨라배마주 터스키기에서 태어나, 일리노이주 졸리엣으로 이주하였다. 거기서 스타 테니스 선수로 알려진 리치는 테니스 장학금을 받아 고향에 있는 터스키기 인스티튜트(현 터스키기 대학교)에 입학하였고, 경제학 전공으로 졸업하였다. 학사학위를 받은 후에 리치는 오번 대학교 대학원에 잠시 재학하였다. 그는 알파 파이 알파(Alpha Phi Alpha) 클럽의 회원이다.

## 경력

### 코모도스
터스키기 인스티튜트의 학생으로서 리치는 1960년대 중반에 R&B 그룹의 계승을 이루었다. 1968년 그는 코모도스의 싱어와 색소폰 연주자가 되었다. 그해에 그룹은 애틀랜틱 레코드와 음반 계약을 맺었다가, 후에 잭슨 파이브를 후원하기 위해 모타운 레코드로 이적하였다. 코모도스는 인기있는 소울 그룹으로 창립되었다. 그들의 앨범 몇몇은 "Machine Gun"과 "Brick House" 같은 춤을 출 수 있는 펑키적인 사운드이다. 시간이 지나면서 리치는 〈Easy〉, 〈Three Times a Lady〉, 〈Still〉, 그리고 비극적 발라드 〈Sail On〉 같은 더욱 낭만적 발라드곡들을 작사하고 불렀다.
1970년대 후반에 리치는 다른 가수들을 위한 작사 위임을 받아들이기 시작하였다. 그는 1980년에 1위 히트곡이 된 케니 로저스의 〈Lady〉를 작곡하였고, 이듬해에 로저스의 앨범 《Share Your Love》를 제작하였다. 리치와 로저스는 다음 세월 동안에 강한 우정을 지속하였다. 라틴 재즈 작곡가 겸 살사 로맨틱 선구자 라 팔라브라(La Palabra)는 라틴 댄스 클럽들에서 연주된 〈Lady〉의 자신 판과 함께 국제적 성공을 즐겼다.
1981년 리치는 영화 《끝없는 사랑》의 동명 주제가를 다이애나 로스와 듀엣으로 불렀다. 싱글곡으로 발간된 이 곡은 미국과 영국의 팝 발라드 차트에서 정상을 차지하였고, 모타운 레코드의 최대곡이 되었다. 그 성공은 리치가 1982년 솔로로 전향하는 데 용기를 불어주었고, 자신의 솔로 앨범 《Lionel Richie》를 발매하였다.

### 솔로 경력
1982년 솔로 앨범에는 3개의 싱글 히트곡들이 들어있다 - 1980년대에 그의 경력을 최고 성공적 발라드 가수들 중의 하나로서 착수하였던 미국 차트 1위곡 〈Truly〉와 톱5 히트곡 〈You Are〉와 〈My Love〉. 앨범이 음악 차트 3위에 들어오면서 4백만 장 이상이나 팔렸다. 1983년에 나온 앨범 《Can't Slow Down》은 "올해의 앨범" 부분을 포함한 2개의 그래미 어워드를 받으면서 두배 적으로 팔렸다. 앨범에는 전 몽키스의 마이클 네이스미스에 의하여 제작된 화려한 뮤직 비디오에 의하여 흥행되었된 카리브해 식의 댄스곡인 차트 1위곡 〈All Night Long〉이 담겨있다.
몇몇의 톱10 히트곡들이 나오면서, 리치과 R&B 뿌리로부터 얼마나 멀리 나왔나를 보여주는 감정적 러브송인 발라드곡 〈Hello〉(1984)가 가장 성공적이 히트로 선정되었다. 1984년에 리치는 3개의 톱10 히트곡 - 〈Stuck on You〉(3위), 〈Running with the Night〉(7위)와 〈Penny Lover〉(8위)를 가졌다. "검은 배리 매닐로"로서의 비평가로 묘사되어, 1985년 영화 《하얀 밤》을 위하여 작사하고 불른 〈Say You, Say Me〉는 미국 차트 1위에 4주 동안 머물면서 아카데미상을 받았다. 같은 해에 아프리카 난민들을 위하여 마이클 잭슨과 함께 자선적 싱글 〈We Are the World〉를 공동 작사, 작곡하여 또 하나의 차트 1위곡이 되었다.
1986년 리치는 넓게 인기있는 앨범이 된 《Dancing on the Ceiling》을 발표하였다. 그 앨범은 〈Say You, Say Me〉(미국 차트 1위), 〈Dancing on the Ceiling〉(미국 차트 2위), 〈Ballerina Girl〉(미국 차트 7위)와 〈Se La〉(미국 차트 20위) 등 미국과 영국 차트에 오른 히트곡들을 담았다. 1987년 리치는 자신의 업무 스케줄과 아버지에 대한 부양을 병행하다 지쳐버리고 말았다. 1990년 아버지 라이오넬 1세가 사망하였다. 1992년 그의 대표곡들을 수집한 첫 편집 앨범 《Back to Front》의 발매에 이어 녹음과 상연에 돌아왔다.
1994년, 송라이터 명예의 전당에 헌액되었다.
《Louder Than Words》와 《Time》 같은 리치의 1990년대 앨범들은 상업적으로 실패했고, 그의 최근 앨범 《Renaissance》는 그의 예전 스타일로 돌아와 유럽에서 성공을 거두었다. 2004년 이래 영국에서 톱40 싱글곡 총 6개를 제작하였다. 2010년 2월 1일 아이티 지진 이재민을 돕기 위해 〈We Are the World〉의 리믹스 제작에 참여하기도 하였다.

### 오랜 인기와 후의 경력
2004년 그는 CBC TV의 《Canadian Idol》에서 그의 곡들이 나오면서 프로그램에 출연하였다.
2005년 11월 CMT의 Crossroads 특집에 케니 로저스와 함께 상연하였다. 그 쇼는 음악 세상 안팎에서 그들의 우정에 관한 정보들을 보여줬다. 리치는 필라델피아 박물관에서 2000 7월 4일 추모 공연에서 주요 연기자를 맡았다. 2006년 5월 7일 뉴올리언스에서 열린 재즈 축제에 나와 상연하기도 하였다. 9월 12일 그의 8집 스튜디오 앨범 《Coming Home》을 발표하였다. 첫 싱글 〈I Call It Love〉는 7월에 이미 상영되어 미국에서 최대 히트곡이 되었다. 앨범은 미국 앨범 차트에서 6위를 차지하면서 리치에게는 놀라운 성공적이었다. 그의 수양딸 니콜 리치는 이 곡의 뮤직 비디오에 출연하였다.
12월 9일에는 영국의 텔레비전 쇼 《An Audience with Lionel Richie》에 나와 진행, 공연을 가졌다. 2달 후에 49회 그래미 어워드에서 〈Hello〉를 부르기도 하였다.
2007년 11월 25일 시드니 오페라 하우스에서 열린 《Australian Idol》최종식에 나와 〈All Night Long〉을 상연하였다. 리치는 버락 오바마의 2008년 미국 대통령 선거에 모금하였다.
2008년 12월 31일 뉴욕의 타임스 스퀘어에서 새해 전날 축제에서 상연하였다. 리치가 코모도스의 재결합이 다가온다고 확립하던 2009년 봄에 새 앨범 《Just Go》를 발표하였다. 그해 7월 7일에 열린 마이클 잭슨의 추모식에서 〈Jesus is Love〉를 불렀다.
2010년 5월 30일 워싱턴 D.C.에서 열린 국립 기념일 콘서트에서 〈Stuck on You〉와 〈America the Beautiful〉을 부르기도 하였다. 리치 자신은 군사 가족에서 왔다고 밝혔다.
2011년 오스트레일리아로 돌아와 가이 세바스찬과 동행하면서 3월부터 4월까지 오스트레일리아와 뉴질랜드 순회 공연을 가졌다. 그들은 오스트레일리아와 뉴질랜드의 홍수와 지진 구조를 위한 모금을 위하여 함께 〈All Night Long〉을 불렀다.
2016년 송라이터 명예의 전당 최고특별상(Johnny Mercer Award)을 받았다.
2017년에는 케네디 센터 공로상(Kennedy Center Honors)을 받았으며, 버클리 음악 대학에서 명예 박사 학위를 받았다.
2022년 거슈윈 상 수상자로 선정되었다.

## 기타
- 그의 팬 중 한 부부가 라이오넬 리치의 이름을 따서 자기 아들에게 그 이름을 지어줬는데 그렇게 이름 지어진 인물이 다름 아닌 세계 최고의 축구 선수인 리오넬 메시이다.[5] 라이오넬 리치 본인도 이를 알고 있으며 이 사실을 평생 동안 자랑스럽게 여기고 있다.

## 디스코그래피

### 스튜디오 앨범
- 《Lionel Richie》(1982)
- 《Can't Slow Down》(1983)
- 《Dancing on the Ceiling》(1986)
- 《Louder Than Words》(1996)
- 《Time》(1998)
- 《Renaissance》(2000)
- 《Just for You》(2004)
- 《Coming Home》(2006)
- 《Just Go》(2009)

### 편집 앨범
- 《Back to Front》(1992)
- 《Truly:The Love Songs》(1997)
- 《The Definitive Collection》(2007)

## 서훈
- 2011년 프랑스 레지옹 도뇌르 훈장 슈발리에

## 같이 보기
- 가장 많은 음반을 판 음악가 목록

### 내용주
1. ↑  송라이터 명예의 전당에서 시상하는 특별상 중, 전당에 이미 올라있는 사람으로 자격이 제한되는 유일한 상이다. 따라서 가장 권위가 높게 여겨진다.

### 참조주
1. ↑  “Lionel Richie”. 《송라이터 명예의 전당》 (영어).
2. ↑  “Lionel Richie - Johnny Mercer Award”. 《송라이터 명예의 전당》 (영어).
3. ↑  Olson, Cathy Applefeld (2017년 12월 4일). “Kennedy Center Honors Recognize LL Cool J, Gloria Estefan & Lionel Richie, Skip Drama”. 《빌보드》 (영어).
4. ↑  Grein, Paul (2022년 1월 13일). “Lionel Richie to Receive 2022 Gershwin Prize”. 《빌보드》 (영어).
5. ↑  메시 신드롬… “우리 아기 이름도 리오넬이야”